# (36714) 2000 RK35
2000 RK35 (asteroide 36714) é um asteroide da cintura principal. Possui uma excentricidade de 0.11134460 e uma inclinação de 12.39015º.
Este asteroide foi descoberto no dia 1 de setembro de 2000 por LINEAR em Socorro.